# Moissac-Vallée-Française
Moissac-Vallée-Française è un comune francese di 227 abitanti situato nel dipartimento della Lozère, nella regione dell'Occitania.

## Società

### Evoluzione demografica
Abitanti censiti